# (99193) Obsfabra
(99193) Obsfabra és un asteroide descobert el 14 d'abril de 2001 per l'astrònom Josep Manteca a l'Observatori de Begues. La designació provisional que va rebre era 2001 GN4. El descobridor va voler batejar-lo amb un nom dedicat a l'Observatori Fabra de Barcelona que fou pioner en els estudis astronòmics a Catalunya i que, inaugurat el 1904, celebrava el seu centenari. El 3 d'abril de 2007 el Minor Planet Center en va oficialitzar el nom.